# Die Antwoord
Die Antwoord is een satirische rap/rave/technogroep uit Kaapstad, Zuid-Afrika bestaande uit Ninja, ¥o-Landi Vi$$er en DJ Hi-Tek. De formatie ziet zichzelf als een mengeling van verschillende culturen.
Die Antwoord toerde door Europa in de zomer van 2010 en deed later dat jaar ook de Verenigde Staten aan. In Nederland waren ze dat jaar te zien op Lowlands en in België op Pukkelpop. In 2012 gaven ze acte de présence op Rock Werchter. Ook was Die Antwoord aanwezig op het Sziget-festival in Boedapest, Hongarije en traden ze in 2013 op op de 44e editie van Pinkpop. In de zomer van 2014 stonden ze opnieuw op Pukkelpop en in het voorjaar van 2015 gaven ze een concert in de Lotto Arena. In 2016 stonden ze weer op Pukkelpop, als afsluiter op de Main Stage. In 2018 stonden ze op de Main Stage van de Lokerse Feesten. In juni 2019 deed de groep opnieuw Pinkpop aan met een optreden op de IBA Parkstad Stage.

## Achtergrond
De solist van de groep, Ninja (pseudoniem van Watkin Tudor Jones), behoort al vele jaren tot de Zuid-Afrikaanse hiphopscene. Zo was hij te zien bij acts als The Original Evergreens, Max Normal.tv en The Constructus Corporation. Ninja is bekend door de verschillende typetjes die hij speelt. In het geval van Die Antwoord is zijn typetje Ninja, een zeer agressief karakter, wat verschilt met zijn vorige incarnaties.
Die Antwoord is als groep gecreëerd in 2008, bestaande uit Ninja, ¥o-Landi Vi$$er en DJ Hi-Tek. In het begin werd op internet gespeculeerd dat zij een zogenaamde viral video zouden zijn voor het WK 2010, PUMA of Jägermeister.
In 2009 is door de Zuid-Afrikaanse cinematograaf Rob Malpage (in samenwerking met Ninja) de video Enter the Ninja opgenomen. Deze video werd negen maanden later een viraal fenomeen op het internet, waardoor de website van de groep miljoenen keren werd bezocht. De Zuid-Afrikaanse Leon Botha, een prominent artiest uit Kaapstad, komt voor in de video van Enter the Ninja.
De videoclip voor het nummer ‘I Fink U Freeky’ (2012) werd gemaakt door de in Zuid-Afrika wonende Amerikaanse fotograaf en filmer Roger Ballen.

## Discografie

### Albums
| Album met eventuele hitnotering(en) in de Nederlandse Album Top 100 | Datum van verschijnen | Datum van binnenkomst | Hoogste positie | Aantal weken | Opmerkingen |
| ------------------------------------------------------------------- | --------------------- | --------------------- | --------------- | ------------ | ----------- |
| $O$                                                                 | 08-10-2010            | -                     |                 |              |             |
| 5                                                                   | 27-07-2010            | -                     |                 |              | ep          |
| Ten$ion                                                             | 03-02-2012            | 11-02-2012            | 87              | 2            |             |
| Donker Mag                                                          | 03-06-2014            | -                     | -               | -            |             |
| Mount Ninji and da Nice Time Kid                                    | 16-03-2016            | -                     | -               | -            |             |
| HOUSE OF ZEF                                                        | 16-03-2020            | -                     | -               | -            |             |

| Album met hitnotering(en) in de Vlaamse Ultratop 200 albums | Datum van verschijnen | Datum van binnenkomst | Hoogste positie | Aantal weken | Opmerkingen |
| ----------------------------------------------------------- | --------------------- | --------------------- | --------------- | ------------ | ----------- |
| $O$                                                         | 2010                  | 23-10-2010            | 67              | 1            |             |
| Ten$ion                                                     | 2012                  | 11-02-2012            | 61              | 6            |             |
| Donker Mag                                                  | 2014                  |                       |                 |              |             |

### Singles
| Single met hitnotering(en) in de Vlaamse Ultratop 50 | Datum van verschijnen | Datum van binnenkomst | Hoogste positie | Aantal weken | Opmerkingen |
| ---------------------------------------------------- | --------------------- | --------------------- | --------------- | ------------ | ----------- |
| I fink U freeky                                      | 06-02-2012            | 11-02-2012            | tip54           | -            |             |